# Raphionacme villicorona
Raphionacme villicorona är en oleanderväxtart som beskrevs av Venter. Raphionacme villicorona ingår i släktet Raphionacme och familjen oleanderväxter. Inga underarter finns listade i Catalogue of Life.